# エクトル・バレラ
エクトル・バレラ（Héctor Varela , 1914年1月29日 - 1987年1月30日）は、タンゴの楽団代表、作曲家、バンドネオン奏者として活躍したアルゼンチンの音楽家。来日時の呼称はエクトル・ヴァレーラであったが、アルゼンチンはスペイン語圏なので正確にはエクトル・バレラである。

## 生涯
1914年1月29日に、アルゼンチンのブエノスアイレスに生まれる。
1930年より、プロのバンドネオン奏者として活躍する。1934年に、ファン・ダリエンソ楽団に入団するが、いったん短期間で辞め、独自の音楽活動に専念する。エンリケ・サントス・ディセポロが、自分の楽団を作った際、参加する。そこでは、リベルタ・ラマルケの伴奏もする。1939年、エクトル・バレラ自身が代表を務めるタンゴ楽団を結成する。その翌年の1940年、ダリエンソ楽団のメンバー全員がやめたためファン・ダリエンソが引き抜き、1950年まで第一バンドネオン奏者として活躍した。ニックネームは「片手弾き」(ダリエンソの項目を参照)。
1951年、エクトル・バレラ楽団を再結成し、楽団代表としてレーベルの移籍はあれど引退まで演奏活動を続けた。オリジナル曲も、作曲した。来日公演の際には、記念盤まで日本でリリースされた。
1987年1月30日に死去。